# Jędrzej Moraczewski
Jędrzej Moraczewski herbu Cholewa, ps. „E.K. Pomorski”, „Edward” (ur. 13 stycznia 1870 w Trzemesznie, zm. 5 sierpnia 1944 w Sulejówku) – polski inżynier kolejowy, major taborów Wojska Polskiego, działacz związkowy, polityk i publicysta, jeden z przywódców Polskiej Partii Socjalno-Demokratycznej i Polskiej Partii Socjalistycznej.
Inżynier, absolwent Politechniki Lwowskiej. Od 1894 w Galicyjskiej Partii Socjaldemokratycznej (późniejszej Polskiej Partii Socjaldemokratycznej). Poseł do Reichsratu (parlamentu Austrii) w latach 1907–1918. Członek Wydziału Finansowego Komisji Tymczasowej Skonfederowanych Stronnictw Niepodległościowych. Służył w I Brygadzie Legionów. Minister komunikacji w Tymczasowym Rządzie Ludowym Republiki Polskiej. Od 17 listopada 1918 do 16 stycznia 1919 był premierem RP.
W 1920 stanął na czele Wydziału Wojskowego PPS, kierował zarówno werbunkiem do oddziałów ochotniczych, jak i dywersyjnymi poczynaniami na tyłach wojsk radzieckich. Brał również udział w działaniach pod Włocławkiem. W latach 1919–1925 członek Rady Naczelnej, zaś w okresie 1919–1923 członek Centralnego Komitetu Wykonawczego Polskiej Partii Socjalistycznej.
Od 1919 do 1926 poseł i wicemarszałek Sejmu. Od listopada 1925 do lutego 1926 pełnił funkcję ministra robót publicznych w rządzie Aleksandra Skrzyńskiego. W maju 1926 współorganizował strajk kolejarzy wspierający Józefa Piłsudskiego. Po przejściu PPS do opozycji, zrezygnował z członkostwa w Radzie Naczelnej PPS, oraz złożył mandat poselski. Po wejściu 2 października 1926, wbrew stanowisku PPS, do rządu Józefa Piłsudskiego jako minister robót publicznych, został usunięty w 1927 z tego ugrupowania. W składzie kolejnych rządów Kazimierza Bartla i Kazimierza Świtalskiego jako minister robót publicznych do 28 grudnia 1929. W październiku 1928 przystąpił do PPS – dawnej Frakcji Rewolucyjnej. W 1930 wstąpił do Centralnego Zrzeszenia Klasowych Związków Zawodowych (CZKZZ), a w grudniu 1930 został jego przewodniczącym. W marcu 1931 wraz z Medardem Downarowiczem, Zygmuntem Gardeckim i Antonim Pączkiem doprowadził do rozłamu w CZKZZ i połączenia z innymi, sanacyjnymi związkami w Związku Związków Zawodowych.
W czasie II wojny światowej angażował się w prace lokalnej spółdzielni spożywców, współpracował z konspiracyjnym Związkiem Syndykalistów Polskich, założonym przez działaczy ZZZ.

## Młodość
Był synem Macieja Moraczewskiego, architekta i budowniczego oraz Anieli z Pomorskich, która zmarła po jego narodzinach z powodu gorączki poporodowej. Miał siostry Anielę i Franciszkę. Jego stryjecznym dziadem był XIX-wiecznym historyk, publicysta i działacz społeczny, również Jędrzej (1802–1855).
Rodzina Moraczewskich często podróżowała, zmieniając miejsce zamieszkania. Po wyjeździe z Trzemeszna mieszkali w Pleszewie, później Bydgoszczy i Krakowie, Na dłużej osiedlili się we Lwowie, gdzie Jędrzej uczył się i zdał maturę w III Gimnazjum, a następnie studiował na tamtejszej politechnice .

## Działalność polityczna
Podczas nauki działał w studenckiej organizacji samopomocowej Bratnia Pomoc, organizując nielegalną grupę samokształceniowo-niepodległościową. Na początku studiów jego stosunek do socjalizmu był niechętny. Później jednak zmienił zdanie na temat tej ideologii, zorganizował m.in. strajk studencki w proteście wobec usunięcia kolegi z uczelni za prowadzenie działalności socjalistycznej. W tym okresie doszedł do przekonania, że w walce narodowowyzwoleńczej należy wykorzystać najliczniejsze warstwy narodu polskiego, tzn. chłopów i robotników. Postulował przekonanie ich do współpracy przy pomocy rozwiązania problemów socjalnych niekorzystnie wpływających na położenie tych grup.
W 1893 wstąpił do Galicyjskiej Partii Socjaldemokratycznej (od 1897 Polska Partia Socjalno-Demokratyczna Galicji i Śląska Cieszyńskiego). Później przez rok służył w wojsku austro-węgierskim, a następnie ukończył studia na politechnice i w 1896 poślubił swą narzeczoną, Zofię. Prowadząc działalność polityczną w Polskiej Partii Socjalno-Demokratycznej Galicji i Śląska Cieszyńskiego, rozpoczął jednocześnie pracę jako inżynier w biurze drogowym wydziału krajowego we Lwowie. Później zajmował się budową linii kolejowych w Galicji (Tarnopol – Kopyczyńce, Teresin – Skała, Sambor – Sianki, Lwów – Podhajce), a także na Bałkanach (linia „Ferata” Split – Sinj), czym zajmował się do 1907. Z powodu kariery zawodowej, częściowemu zawieszeniu uległa działalność polityczna Moraczewskiego. Pomimo tego starał się wspierać PPSD – przekazał największą dotację, która umożliwiła przekształcenie tygodnika socjalistycznego Naprzód w dziennik. Paszport Moraczewskiego został wykorzystany przez Józefa Piłsudskiego w jego podróży na Daleki Wschód, gdzie planował nawiązać antyrosyjską współpracę z Japończykami. Pracował także jako prelegent na Uniwersytecie Ludowym we Lwowie, Samborze i Schodnicy.

### Poseł do parlamentu austriackiego
Kierownictwo PPSD nalegało, aby Moraczewski wystartował w wyborach do austriackiego parlamentu – Rady Państwa. Początkowo nie mógł zdecydować się, czy poświęcić karierę zawodową na rzecz działalności politycznej. Ostatecznie stwierdził, że więcej zdziała jako poseł niż inżynier.
W 1907 r. został wybrany deputowanym do parlamentu austriackiego kadencji XI (1907–1911) z okręgu Stryj-Kałusz. Jako poseł socjalistyczny, skupił się przede wszystkim na działalności na rzecz zapewnienia świadczeń socjalnych osobom najuboższym i przestrzegania praw pracowników. Wydał szereg broszur agitacyjnych i prac publicystycznych, m.in. Walka o słońce, Lud a Sejm i Jak stańczycy rządzą w Galicji. Publikował je pod pseudonimem Edward Pomorski.
Aktywność Moraczewskiego doprowadziła do poprawy warunków pracy robotników kolejowych i górników solnych. Zapewniło mu to popularność, dzięki której w 1911 został wybrany na drugą kadencję. Skupił się także m.in. na zakładaniu związków zawodowych, spółdzielni (np. piekarskiej w 1905 w Stryju, doprowadził także do zjednoczenia regionalnych spółdzielni spożywców). Znany był także z zajęć kształceniowych dla robotników, zakładania teatrów amatorskich, wygłaszania odczytów itd. Austriacki mandat poselski sprawował do końca października 1918.

### Legiony Polskie

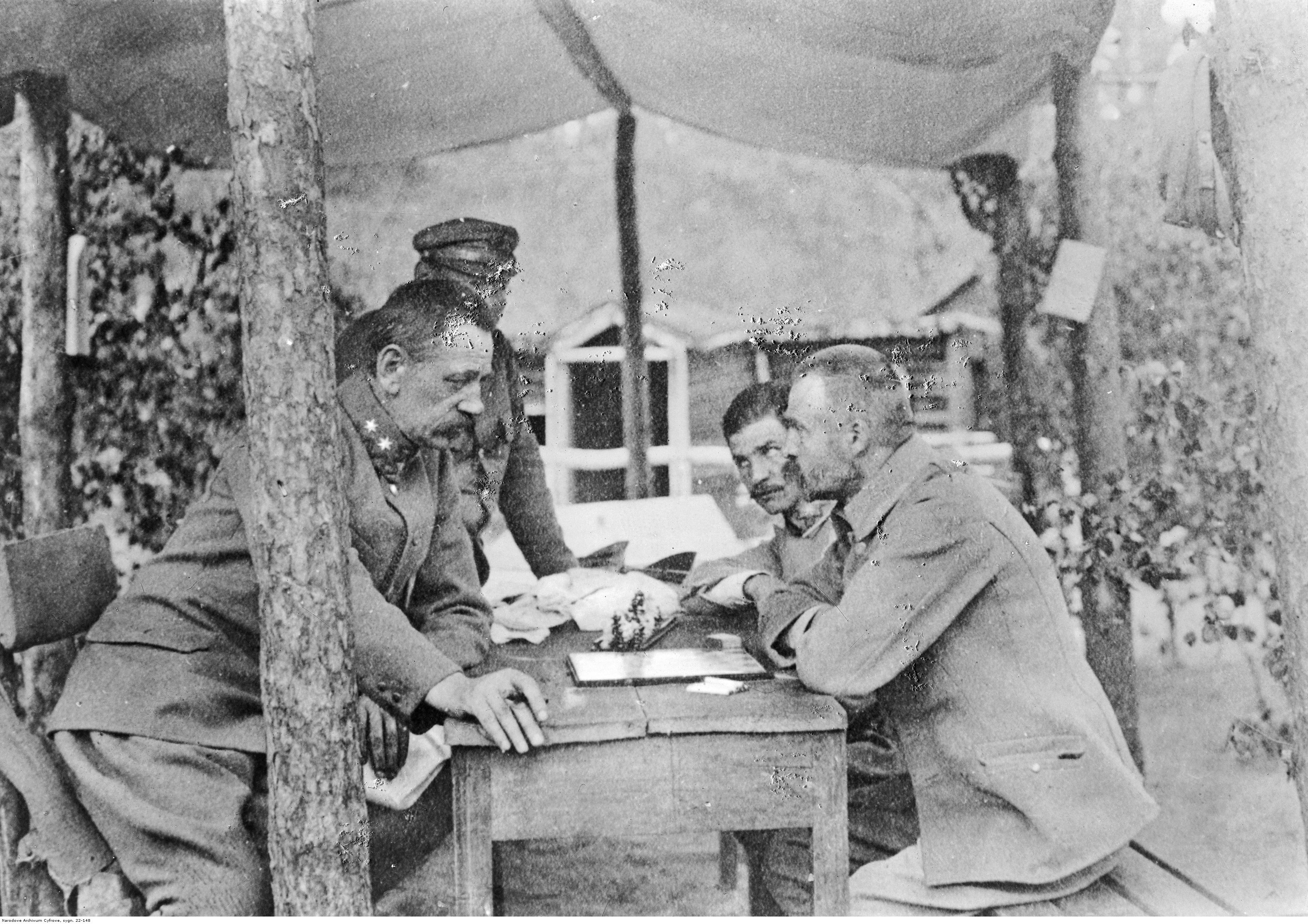
Moraczewski rozgrywający partię szachów z Józefem Piłsudskim. Wołczeck na Wołyniu, rok 1916

Po wybuchu I wojny światowej, znalazł się w tej grupie działaczy PPSD, którzy opowiadali się za poparciem władz austro-węgierskich przeciwko Rosji. Współtworzył oddziały strzeleckie, organizował zbiórki na rzecz powstających polskich oddziałów przy armii austro-węgierskiej. Od 1 sierpnia 1914 w szeregach Legionów Polskich, walczył m.in. pod Pirarową i Limanową. Później służył w I Brygadzie Legionów, biorąc udział m.in. w walkach na linii Styru i Stochodu.
Piłsudski wyznaczył go jednak do prowadzenia działalności politycznej – wszedł w skład Naczelnego Komitetu Narodowego. 29 października 1914 został mianowany porucznikiem. Podczas służby w Legionach napisał i wydał Zarys sprawy polskiej w obecnej wojnie, Regulamin musztry piechoty, a także przetłumaczył z języka niemieckiego prace Umocnienia polowe oraz Regulamin budowy mostów pontonowych. Wiosną 1917 pełnił służbę w Komendzie Legionów Polskich, pozostając oficerem „nadliczbowym” w saperach.
W maju 1917 został w Warszawie aresztowany za działalność przeciwko Niemcom i Austriakom. Zwolniony z powodu zwołania sesji parlamentu wiedeńskiego (wciąż był posłem). Po aresztowaniu Piłsudskiego i osadzeniu go w Magdeburgu, był jednym z przywódców Konwentu Organizacji A – tajnej struktury powołanej latem 1917 przez Bogusława Miedzińskiego wraz z Moraczewskim i Tadeuszem Kasprzyckim, będącej zakonspirowanym kierownictwem obozu piłsudczykowskiego. Sprawował także funkcję politycznego kierownika Polskiej Organizacji Wojskowej. Z inicjatywy Moraczewskiego Koło Polskie w parlamencie wiedeńskim uchwaliło 6 sierpnia 1917 wniosek domagający się zwolnienia legionistów internowanych w Szczypiornie. Był pracownikiem Komisji Słownikowej Tymczasowej Rady Stanu.
Od samego początku postulował doprowadzenie do pełnej niepodległości Polski. W przeciwieństwie do wielu piłsudczyków, działających przedtem w Polskiej Partii Socjalistycznej, konsekwentnie opowiadał się za ideologią socjalistyczną – uważał, że do niepodległości może doprowadzić nie tylko silna, sprawna armia, ale także poparcie szerokich mas społecznych. W jednej z odezw do legionistów pisał:

Polska Niepodległa musi (...) dać chłopom ziemię, robotnikom warsztat pracy, inteligencji możność utrzymania. Musi złamać ustrój kapitalistyczny, zdusić lichwę i wyzysk klasy nad klasą. Wtedy (...) pryśnie fałsz, że Polska to powrót pańszczyzny. Zatriumfuje prawda, że Polska to wolność polityczna, równość społeczna i braterstwo wyzwolonych ludów.

Z tego powodu organizował wiele spotkań z robotnikami i chłopami, których przekonywał do poparcia Legionów.
W Wojsku Polskim został zweryfikowany w stopniu majora ze starszeństwem od 1 czerwca 1919 w korpusie oficerów rezerwowych taborów. W latach 1922–1923 posiadał przydział w rezerwie do 10 Dywizjonu Taborów w Przemyślu. W następnym roku posiadał przydział do tego samego dywizjonu, jako oficer pospolitego ruszenia.

### Minister w rządzie lubelskim
Po ogłoszeniu 7 października 1918 niepodległości Polski przez utworzoną przez Niemców Radę Regencyjną, środowiska lewicy niepodległościowej przystąpiły do działania. W nocy z 1 na 2 listopada w mieszkaniu Artura Śliwińskiego ze Stronnictwa Niezawisłości Narodowej na zebraniu działaczy niepodległościowych podjęto decyzję o stworzeniu rządu ogólnokrajowego opozycyjnego wobec środowisk konserwatywnych, zbliżonych do Rady Regencyjnej. Na jego siedzibę wybrano Lublin, z uwagi na liczne oddziały POW stacjonujące w mieście. Rząd grupował przede wszystkim przedstawicieli lewicy – PPS, PPSD oraz PSL „Wyzwolenie”, a na jego czele stanął Ignacy Daszyński (PPS). Program rządu można określić jako lewicowy, ale niekomunistyczny – przemiany miały nastąpić nie w drodze rewolucji, ale reform parlamentarnych. W gabinecie tym Moraczewski został ministrem komunikacji. Funkcję tę pełnił od 6 do 17 listopada 1918. W jednym ze swych pierwszych wystąpień jako minister, powiedział:

Wojna się kończy. Ale nie z woli tych, którzy ją zaczynali, bo okazało się, że ci właśnie skończyć jej nie potrafią. I oto walą się w proch trony za tronami, zdruzgotana pada tyrania za tyranią, burza rozpętana wywraca tych, co ją wywołali. I dla nas, dla narodu polskiego, bije godzina wyzwolenia z chwilą, gdy runęły te rządy, te władze które trzymały w rozdarciu lud polski. Teraz on ujmuje w swe ręce rząd.

Na polecenie generała Edwarda Rydza-Śmigłego udał się do Galicji, chcąc pozyskać dla rządu pomoc tamtejszych kręgów wojskowych. Nie udało mu się jednak przekonać do tego generała Bolesława Roi, który zobowiązał się tylko do podporządkowania Piłsudskiemu, na wypadek jego zwolnienia z internowania.
Moraczewski wszedł także w skład powołanej 28 października 1918 Polskiej Komisji Likwidacyjnej, której celem była likwidacja stosunków państwowo-prawnych łączących Galicję z Austrią oraz utrzymanie bezpieczeństwa i spokoju publicznego do czasu utworzenia niepodległego państwa polskiego.

### Premier

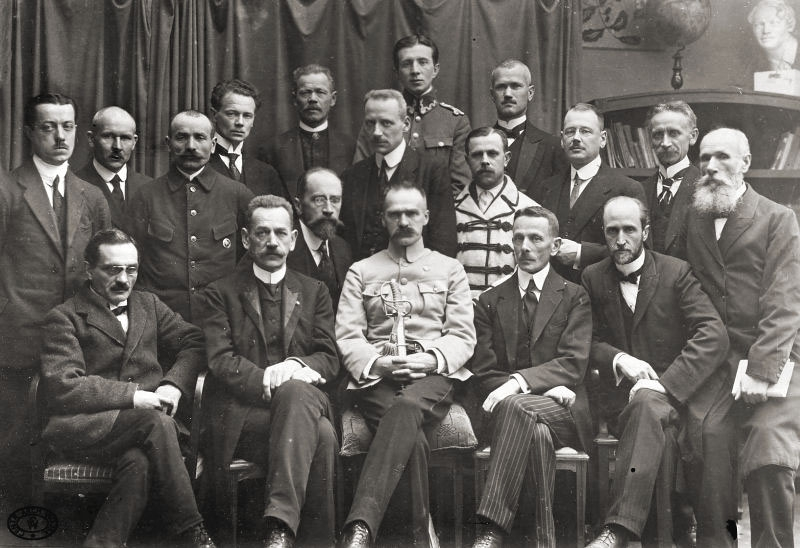
Rząd Jędrzeja Moraczewskiego po zaprzysiężeniu 18 listopada 1918. Od lewej siedzą: Stanisław Thugutt, Jędrzej Moraczewski, Ksawery Prauss, Józef Piłsudski, Leon Supiński i Leon Wasilewski stoją od lewej: Bronisław Ziemięcki, Tomasz Arciszewski, Marian Malinowski, Medard Downarowicz, Franciszek Wójcik, Antoni Minkiewicz (N.N.), Błażej Stolarski, Franciszek Wojda, Jerzy Iwanowski, Stanisław Stączek, Tomasz Nocznicki Archiwum Akt Nowych

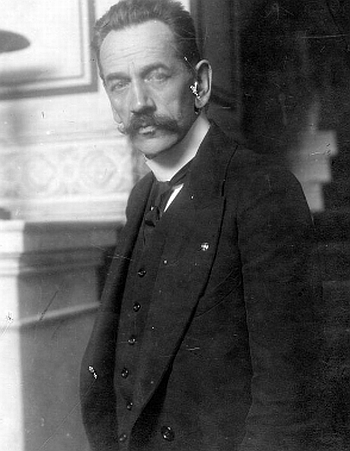
Moraczewski jako wicemarszałek Sejmu

11 listopada z Magdeburga wrócił Józef Piłsudski. Dekretem z dnia 14 listopada powierzył Daszyńskiemu misję tworzenia rządu. Wobec nieudanych negocjacji z przedstawicielami Narodowej Demokracji, Daszyński ustąpił. Na jego miejsce Piłsudski powołał (na wniosek Daszyńskiego) w nocy 17 listopada Moraczewskiego, który stworzył gabinet będący faktycznie kontynuacją poprzedniego rządu. W swoich pamiętnikach Daszyński stwierdził jednak, że to on był organizatorem gabinetu Moraczewskiego i przedstawił Józefowi Piłsudskiemu skład rządu.
Piłsudski polecił Moraczewskiemu sformowanie rządu słowami:

Panie kapitanie, ma pan zostać prezesem ministrów, ale pod dwoma warunkami: pierwszy, by pan nie wkraczał swymi zarządzeniami w jakiekolwiek stosunki społeczne, drugi [w tym momencie Piłsudski podniósł głos], wypracuje pan w ciągu jednego tygodnia ustawę wyborczą, i to tak, jak gdyby pan miał budować okopy .

Rząd Moraczewskiego przygotował ordynację wyborczą w ciągu 3 dni, co oznaczało zrealizowanie pierwszego postulatu Naczelnika Państwa. Jednocześnie jednak okazał się radykalny, jeśli chodzi o sferę społeczną. Ogłosił m.in. powszechne prawo wyborcze (obejmujące również kobiety), ustanowił ośmiogodzinny dzień pracy, zagwarantował legalność związków zawodowych i prawo do strajku, wprowadził inspekcję pracy, ubezpieczenia chorobowe, ochronę lokatorów i uchwalił dekret o walce z paskarstwem. Miał działać do czasu wyborów parlamentarnych. Gabinet krytykowany był przez bogatsze warstwy społeczeństwa, a także przez skrajną lewicę (SDKPiL, PPS-Lewicę, lewica Bundu, Poalej Syjon, które 16 grudnia 1918 utworzyły Komunistyczną Partię Robotniczą Polski, przeciwną istnieniu niepodległego państwa polskiego). Moraczewski pisał wówczas:

Cały aparat prasowy puszczono w ruch. Szlachta, ziemiaństwo, przemysłowcy, kapitaliści opodatkowali się nawet wysoko, by tylko zwalić nowy gabinet. (...) uderzyła na niego (...) z całą furią endecja. (...) SDKPiL, PPS-Lewica, Bund, Poalej Syjon, dążąc do przewrotu dla urzeczywistnienia dyktatury proletariatu przy pomocy sowietów, rzuciły się z całą wściekłością na rząd ludowy.

Wroga rządowi Moraczewskiemu prawica postanowiła zorganizować zamach stanu przeciwko niemu. Na czele spiskowców stanęli m.in. Marian Januszajtis-Żegota, Tadeusz Mścisław Dymowski, Jerzy Zdziechowski, Witold Zawadzki i Eustachy Sapieha. Przewrót rozpoczął się 4 stycznia 1919 o godzinie 23.00. Spiskowcy wysłali na miasto kompanię podchorążych i formacje Straży Narodowej, które aresztowały premiera Moraczewskiego, ministrów Stanisława Thugutta i Leona Wasilewskiego oraz komendanta rządowej Milicji Ludowej Ignacego Boernera. Oddziały wierne rządowi szybko jednak udaremniły zamach, otoczyły i rozbroiły spiskowców oraz uwolniły aresztowanych ministrów.
Rząd ustąpił 16 stycznia 1919 po konsultacjach z Piłsudskim, który dążył do porozumienia z prawicą oraz uspokojenia sytuacji w niepodległej Polsce. Endecja uważała bowiem gabinet Moraczewskiego za zbyt radykalny, zaś jej zwolennicy odmawiali wykonywania jego poleceń (m.in. płacenia podatków). Także za granicą niechętnie widziano rząd składający się z byłych sojuszników Niemiec. O powstaniu rządu, zamachu stanu i ustąpieniu gabinetu pisze Moraczewski w książce „Przewrót w Polsce”

### Poseł

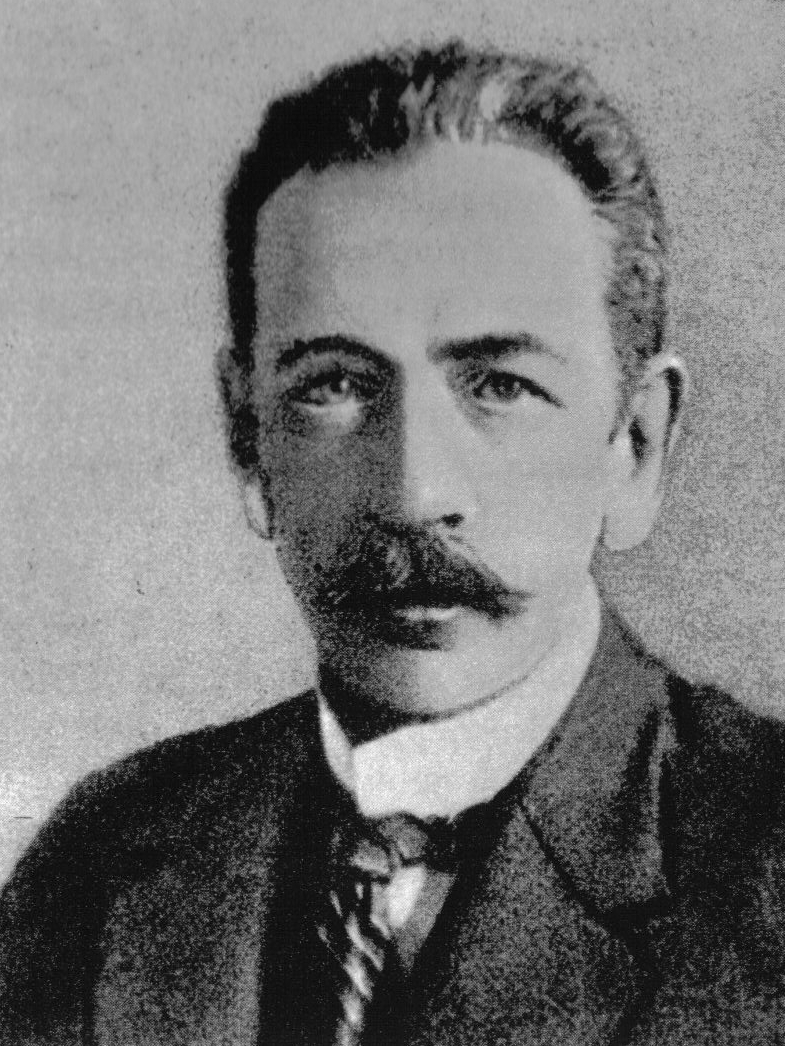
Jędrzej Moraczewski ok. 1920

W wyniku wyborów w 1919, został posłem z listy PPS. Podczas kadencji Sejmu Ustawodawczego Moraczewski objął stanowisko wicemarszałka izby oraz wiceszefa sejmowego Związku Parlamentarnego Polskich Socjalistów (grupującego posłów PPS). W 1919 wszedł również w skład Rady Naczelnej i Centralnego Komitetu Wykonawczego Polskiej Partii Socjalistycznej (był członkiem RN do 1925, a CKW do 1923). Był także honorowym prezesem Związku Zawodowego Kolejarzy. W tym czasie powstały jego prace: Rządy ludowe w Polsce i Granica między Polską a Ukrainą.
W szeregach PPS należał do największych zwolenników Piłsudskiego, był członkiem „prawicowej” frakcji wewnątrz partii. Cechował się jednak radykalnymi poglądami, jeśli chodzi o kwestie ekonomiczne. Postulował nacjonalizację kopalń, hut i przemysłu naftowego. Opowiadał się za interwencjonizmem państwowym. Jego zdaniem rząd powinien budować nowe fabryki i przejmować zadłużone, zagrożone upadłością przedsiębiorstwa. Moraczewski był przeciwnikiem Senatu. Postulował natomiast utworzenie na jego miejsce tzw. Izby Pracy, w skład której wchodzić mieli przedstawiciele przemysłowców i związków zawodowych. Chciał także powołania oddziałów milicji ludowej, która zastąpiłaby wojsko – model wzorowany na szwajcarskim. Takie rozwiązanie miało zlikwidować niebezpieczeństwo tłumienia strajków przez żołnierzy. Jednocześnie Moraczewski był zwolennikiem postawy patriotycznej – np. w kwestii Górnego Śląska i Śląska Cieszyńskiego mówił m.in., że z utratą tej wielkiej liczby naszych obywateli i ziem czysto polskich nie pogodzimy się nigdy.
Po wybuchu wojny polsko-bolszewickiej w 1920 stanął na czele Wydziału Wojskowego PPS, kierując zarówno werbunkiem do oddziałów ochotniczych, jak i dywersyjnymi poczynaniami na tyłach wojsk radzieckich. Później zgłosił się na ochotnika do wojska. Brał udział w walkach pod Włocławkiem. W jednym z rozkazów dziennych pisano Moraczewski wyróżnił się w grupie saperów, powstrzymujących bolszewików podczas natarcia, a jego postawa dodawała otuchy walczącym. Za czyny w służbie w Wojsku Polskim podczas wojny polsko-bolszewickiej został dwukrotnie odznaczony Krzyżem Walecznych, po raz pierwszy w 1921. Jego najstarszy syn Kazimierz, zginął walcząc z bolszewikami jako 16-letni ochotnik.

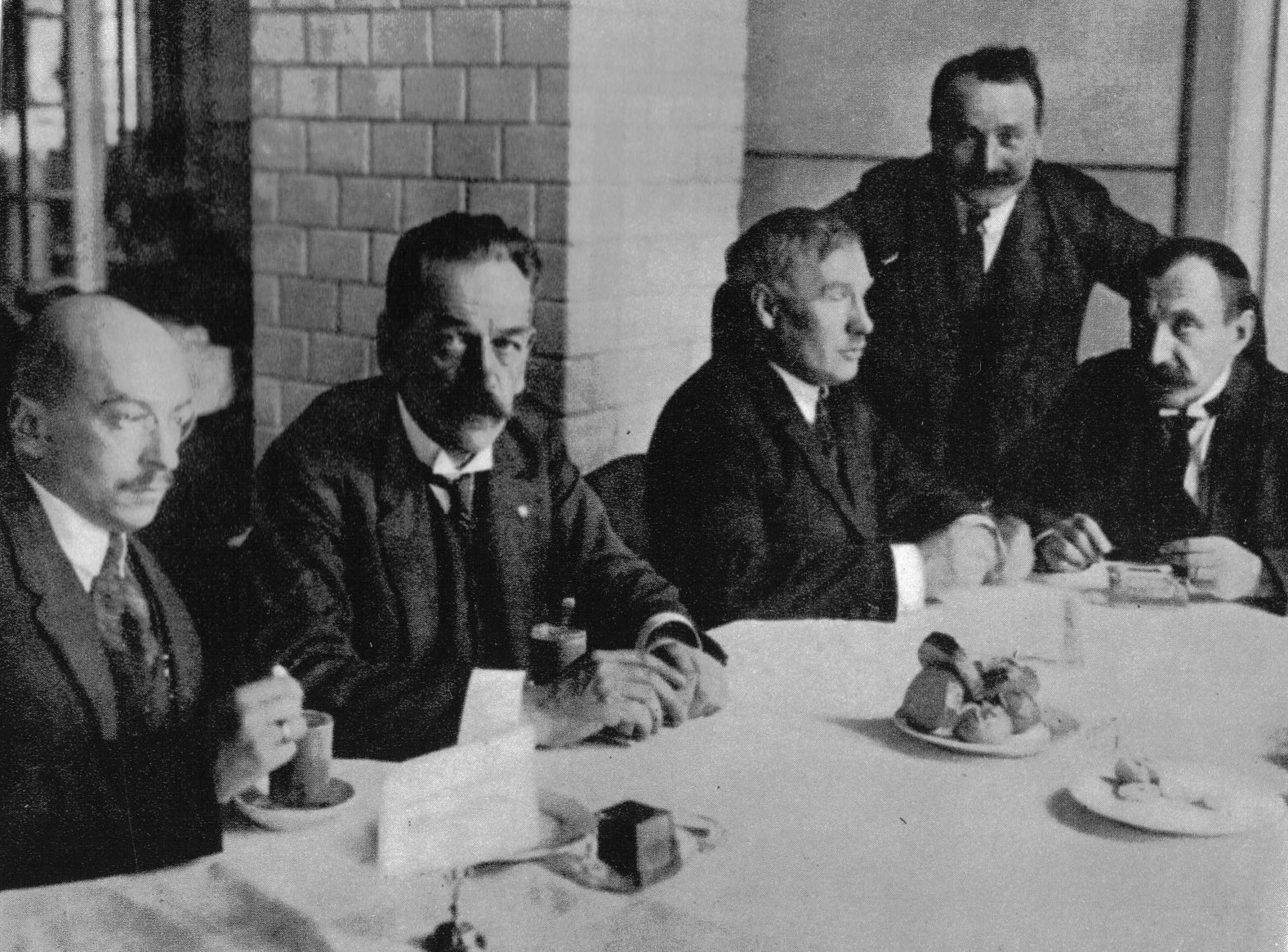
Adam Pragier, Jędrzej Moraczewski, Norbert Barlicki, Marian Malinowski i Rajmund Jaworowski w sejmowym bufecie

W 1922 Moraczewski ponownie został posłem. Przez kolejne kilka lat był liderem grupy zwolenników Piłsudskiego, działających w PPS. Po wycofaniu się marszałka do Sulejówka, prowadził tajne przygotowania do jego powrotu do polityki.
We wrześniu 1922 wyjechał na krótko do Stanów Zjednoczonych. Tam wygłosił szereg odczytów dla amerykańskich organizacji socjalistów polskich.

### Minister robót publicznych w rządzie Skrzyńskiego
20 listopada 1925 powstał rząd Aleksandra Skrzyńskiego, w skład którego weszło także PPS. Moraczewski został w tym gabinecie ministrem robót publicznych. 7 stycznia 1926 na posiedzeniu Rady Ministrów wystosował zapytanie, czy rząd nie uznaje konieczności rychłego powrotu Piłsudskiego do pracy państwowej. Później udało mu się wpłynąć na premiera Skrzyńskiego, aby ten zaproponował prezydentowi taki sposób wyznaczenia ministra spraw wojskowych, aby na to stanowisko została desygnowana osoba sprzyjająca marszałkowi Piłsudskiemu. Zakładał on, aby decyzję podjęli najstarsi generałowie: Stefan Majewski, Stanisław Haller, Józef Haller oraz Piłsudski. Ostatecznie ministrem został oddany marszałkowi gen. Lucjan Żeligowski.
Kryzys gospodarczy i kolejne posunięcia gabinetu, spowodowały, że część kierownictwa PSS opowiadała się za wyjściem z koalicji rządowej. 5 lutego 1926 taki wniosek Moraczewski postawił na posiedzeniu klubu parlamentarnego partii. Nie uzyskał on większości. 6 lutego 1926 Moraczewski podał się do dymisji ze stanowiska ministra robót publicznych. Decyzję tę motywował złym stanem zdrowia. Najprawdopodobniej jednak piłsudczycy działający w PPS planowali rozbicie koalicji rządowej. W gabinecie Moraczewskiego zastąpił Norbert Barlicki, również z PPS.

### Minister robót publicznych w gabinetach sanacyjnych

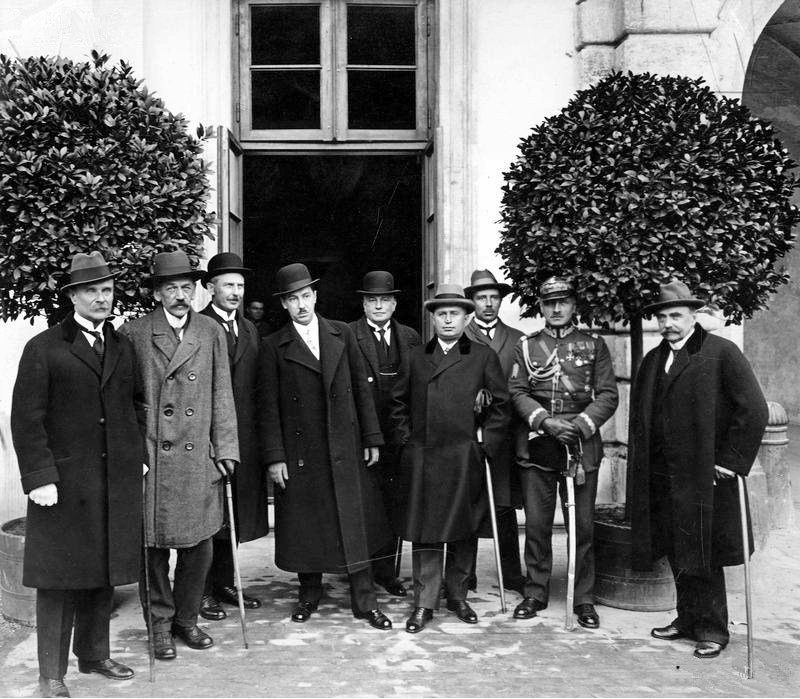
Pierwszy rząd Józefa Piłsudskiego. Drugi od lewej minister robót publicznych – Jędrzej Moraczewski

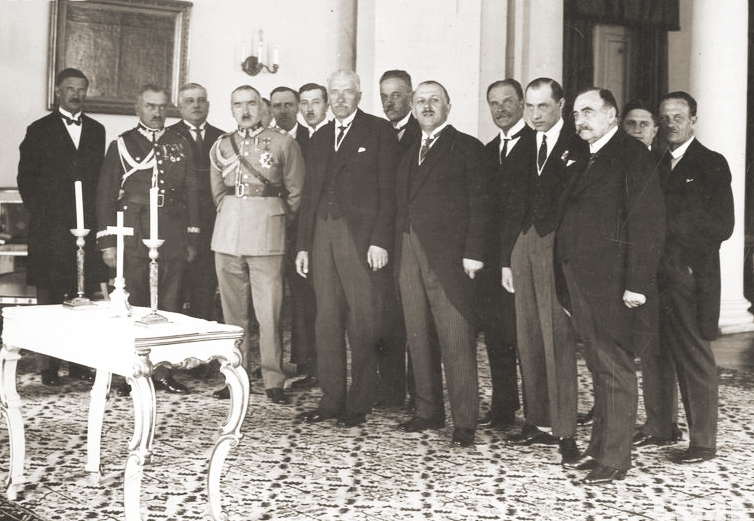
Czwarty rząd Kazimierza Bartla – ósmy od lewej minister robót publicznych – Jędrzej Moraczewski

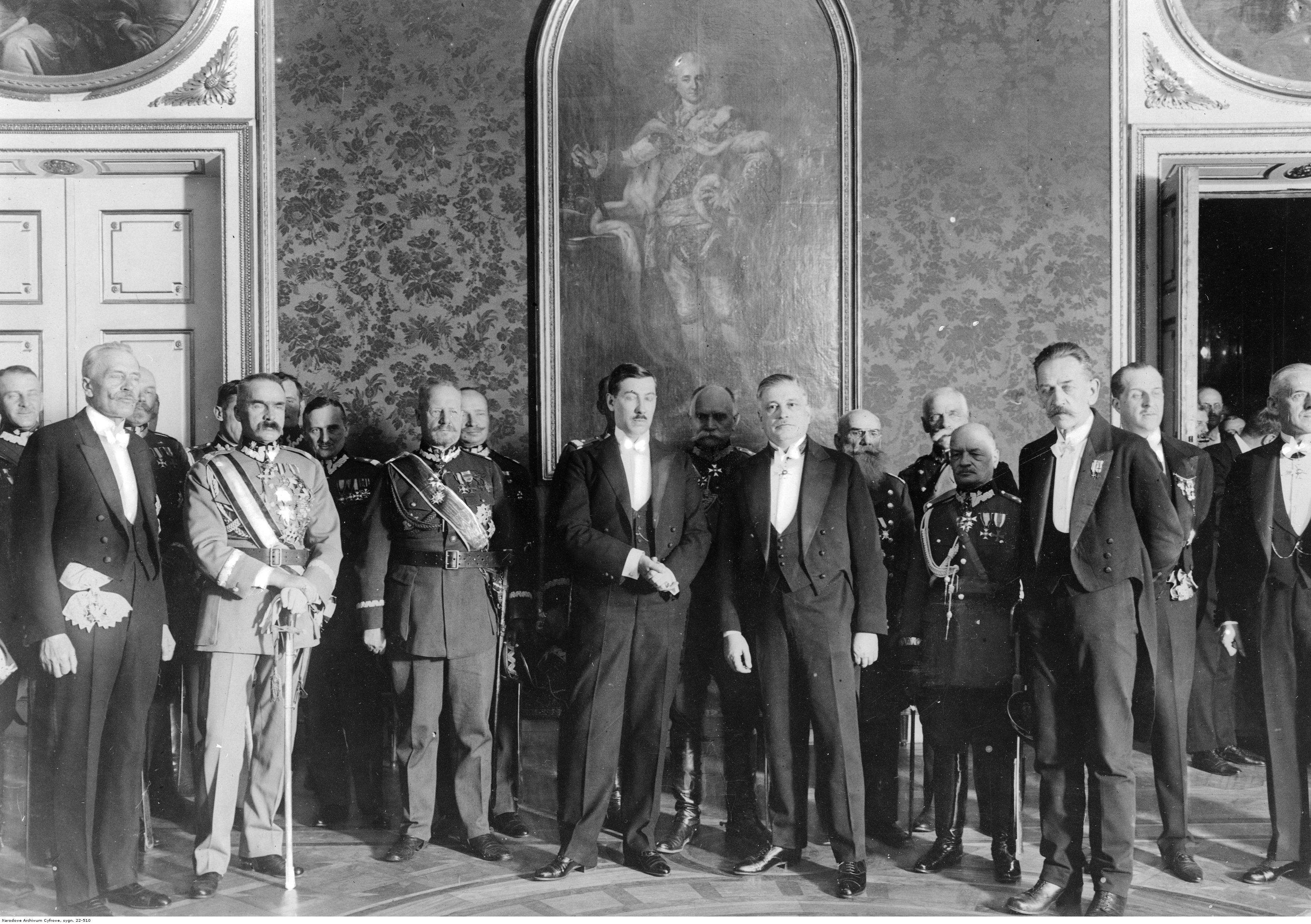
Jędrzej Moraczewski (3. z prawej) w towarzystwie członków rządu i generalicji podczas przyjęcia noworocznego na Zamku Królewskim, druga połowa lat 20.

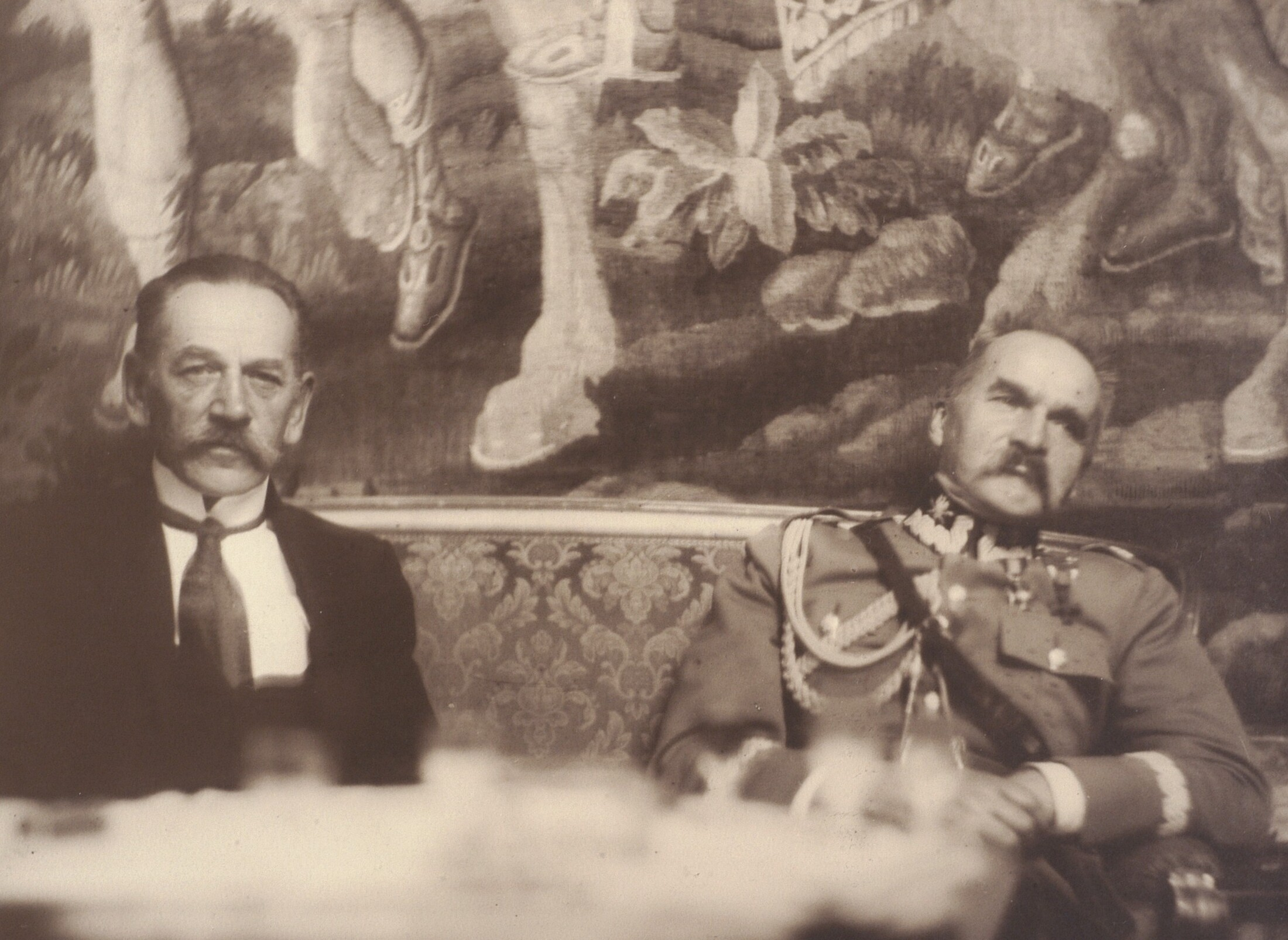
Jędrzej Moraczewski i Józef Piłsudski 1928

Podczas zamachu majowego, PPS poparła Piłsudskiego. Sam Moraczewski miał swój udział w przygotowywaniu strajku kolejarzy, dzięki któremu wojska wierne rządowi nie zdołały dotrzeć do Warszawy, gdzie toczyły się walki. Jesienią 1926 wszedł w skład rządu Józefa Piłsudskiego. 2 października otrzymał tekę ministra robót publicznych. Stało się tak wbrew stanowisku PPS, która przeszła do opozycji wobec sanacji, oświadczając, że Moraczewski wszedł w skład rządu jako osoba prywatna, nie reprezentująca tego ugrupowania. 24 września 1927 został wykluczony z PPS.
4 listopada 1926 prezydent wydał rozporządzenie, nazywane dekretem prasowym, który postanawiał, że w przypadku rozpowszechniania nieprawdziwych wiadomości lub zniewagi władz i ich przedstawicieli w prasie, orzekanie o winie i karze zostało przekazane spod jurysdykcji sądów władzom administracyjnym. Moraczewski jako minister podpisał dekret, za co został zawieszony przez Centralny Komitet Wykonawczy PPS w prawach członka partii. Decyzji tej sprzeciwił się warszawski Okręgowy Komitet Robotniczy pod przywództwem piłsudczyka Rajmunda Jaworowskiego. Moraczewski odmówił złożenia rezygnacji z funkcji ministra, po czym zrezygnował z członkostwa w Radzie Naczelnej PPS oraz złożył mandat poselski. 24 września 1927 został usunięty z Polskiej Partii Socjalistycznej.
Uczestniczył w kolejnych rządach: czwartym gabinecie Kazimierza Bartla i Kazimierza Świtalskiego jako minister robót publicznych od 28 czerwca 1928 do 28 grudnia 1929. Moraczewski uważał się za zdeklarowanego demokratę. Twierdził, że zamach majowy przyczynił się ostatecznie do wzmocnienia demokracji. Jego zdaniem dzięki przejęciu władzy przez sanację zakończono walkę pomiędzy stronnictwami politycznymi, a rząd zaczął służyć obywatelom. Według Moraczewskiego nowa władza miała silnie ponadklasowy charakter, co oznaczało początek drogi ku socjalizmowi. Jako minister robót publicznych, Moraczewski szczególną uwagę zwracał na kwestię mieszkań robotniczych. Jak mówił, należy sprawę tak pokierować, aby każda rodzina robotnicza miała możliwość zamieszkania przynajmniej dwóch izb.
Postulował także przyspieszenie procesu elektryfikacji kraju. Aby do tego doprowadzić, znalazł nawet inwestora zagranicznego, choć był bardzo niechętny tego typu rozwiązaniom. Jego wybór padł na amerykańską firmę Harriman. Przeciwko wykorzystaniu zagranicznej spółki protestowali jednak przedstawiciele ziemiaństwa, endecji, a także liberalne skrzydło obozu sanacyjnego. Ataki na jego osobę, zniechęciły Moraczewskiego do dalszego sprawowania stanowiska ministerialnego i we wrześniu 1929 złożył dymisję.
Później tak wspominał okres, w którym był szefem resortu robót publicznych:

Odbudowałem zniszczone w czasie wojny (...) budynki wiejskie na kresach wschodnich (...), dokończyłem (...) odbudowy kresów zachodnich i reszty Polski, uporządkowałem szosy, drogi, mosty kolejowe, ruszyłem regulację rzek (...), zacząłem prace nad osuszeniem Polesia, (...) wybudowałem szereg gmachów szkolnych (...).

### Działalność związkowa

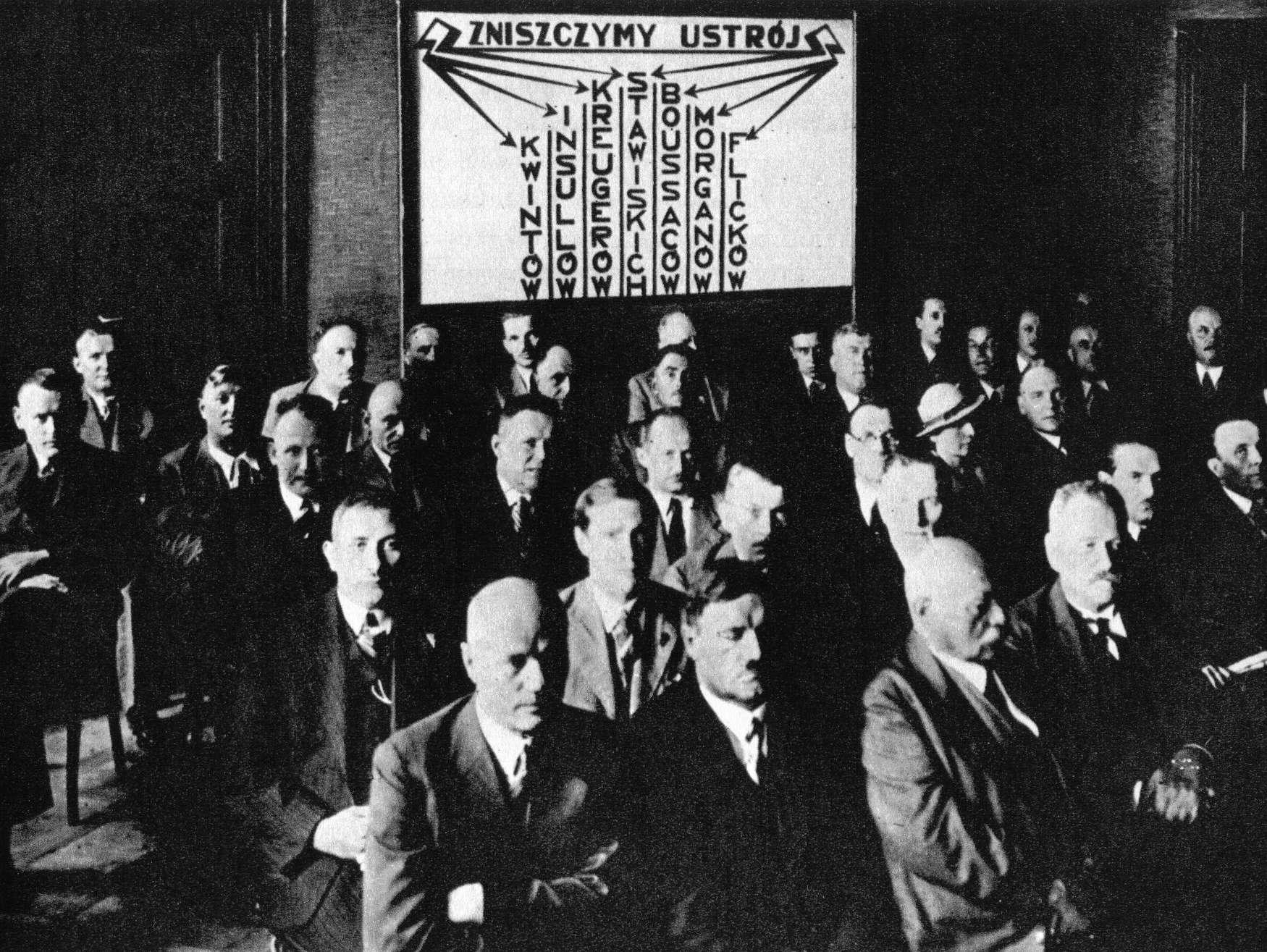
Posiedzenie kierownictwa ZZZ w 1935. Jędrzej Moraczewski siedzi w pierwszym rzędzie czwarty od lewej

Po I wojnie światowej działał w Związku Zawodowym Kolejarzy RP. Od września 1920 był jego II wiceprzewodniczącym, przez wiele lat również jego przewodniczącym honorowym.
W październiku 1928 Moraczewski przystąpił do PPS dawnej Frakcji Rewolucyjnej. Spotkało się to z krytyką jego dawnych towarzyszy partyjnych. M.in. Bolesław Limanowski pisał o rozłamowcach z Frakcji, nazywanych pogardliwie „frakami”, wzywając robotników do zachowania jedności:

Wołam więc do Was robotnicy Warszawy, robotnicy całej Polski, stańcie w obronie PPS, nie dajcie jej rozbić. Wiemy wszyscy, że ta robota rozłamowa wszczęta została z rozkazu rządowego, na jej czele stanął niestety minister Moraczewski.

W 1930 r. Moraczewski wstąpił do Centralnego Zrzeszenia Klasowych Związków Zawodowych (CZKZZ), a w grudniu tego roku został jego przewodniczącym.
W marcu 1931 wraz z Medardem Downarowiczem, Zygmuntem Gardeckim i Antonim Pączkiem doprowadził do rozłamu w CZKZZ – opowiedziały się za nim 22 związki i ponad połowa członków; rozłamowcy połączyli się z innymi, sanacyjnymi związkami zawodowymi, tworząc Związek Związków Zawodowych (ZZZ). Pierwszy kongres organizacji odbył się 21 maja 1931, a Moraczewski został jej liderem. W tym czasie ZZZ skupiał ok. 160 tys. pracowników. Moraczewskiemu udało się zapewnić Związkowi niezależność od BBWR, pomimo tego, że organizacja była wspierana przez rząd. Przewodniczący ZZZ twierdził, że skoro sanacja działa na rzecz dobra społeczeństwa, to brak jest sprzeczności interesów klasy robotniczej i państwa. Postulował zmianę hasła proletariusze wszystkich krajów, łączcie się na proletariusze polscy, łączcie się. Propagował jednocześnie wizję zjednoczonych robotników popierających rząd, który wciela w życie program reform prospołecznych, wbrew warstwom posiadającym. Moraczewski proponował także zastąpić strajki arbitrażem. Państwo miało rozsądzać spory pomiędzy pracownikami a właścicielami przedsiębiorstw.
Związek w szczytowej fazie swego rozwoju (1934) liczył 200 tys. członków. Moraczewski krytykował rząd za, jego zdaniem, zaniedbywanie wdrażania reform społecznych. To doprowadziło do tego, że obóz rządzący zainspirował szereg rozłamów wewnątrz ZZZ. Popularności Moraczewskiemu wśród robotników nie przysporzyła również jego niechęć do strajków. Po śmierci Piłsudskiego w 1935, ZZZ zerwał z sanacją. Sam Moraczewski piętnował rosnący wpływ kapitalistów i posiadaczy ziemskich na obóz rządzący oraz fakt ograniczania swobód obywatelskich przez władzę. Pomimo tego poparł rząd Mariana Zyndrama-Kościałkowskiego utworzony 13 października 1935, który związany był z lewicą sanacyjną. Gabinet ten przetrwał jednak tylko 7 miesięcy.
ZZZ tracił wpływy, a poglądy Moraczewskiego ewoluowały na lewo. Postulował przeprowadzenie gruntownych przemian społecznych, dzięki którym Polska mogła zachować niepodległość. Pragnął rozwijać sektor państwowy, co miało zapewnić osiągnięcie autarkicznego modelu gospodarki krajowej. Dzięki temu państwo miało uniezależnić się od swoich potężnych sąsiadów. Myśl ekonomiczna Moraczewskiego zaczęła hołdować ideałom syndykalistycznym. Zmienił także zdanie na temat celowości przeprowadzania strajków. Moraczewski zaczął popierać pogląd Georges’a Sorela, pojmującego strajk jako broń polityczną. Jak mówił, bronią naszą nie jest kartka wyborcza, lecz akcja bezpośrednia.
W 1939 na zjeździe legionistów stanął na czele grupy dawnych towarzyszy Piłsudskiego, którzy domagali się zmiany polityki rządu. Pragnęli oni powrotu do starych haseł (...) których realizacja miała doprowadzić do budowy Polski Ludowej.

### II wojna światowa i śmierć

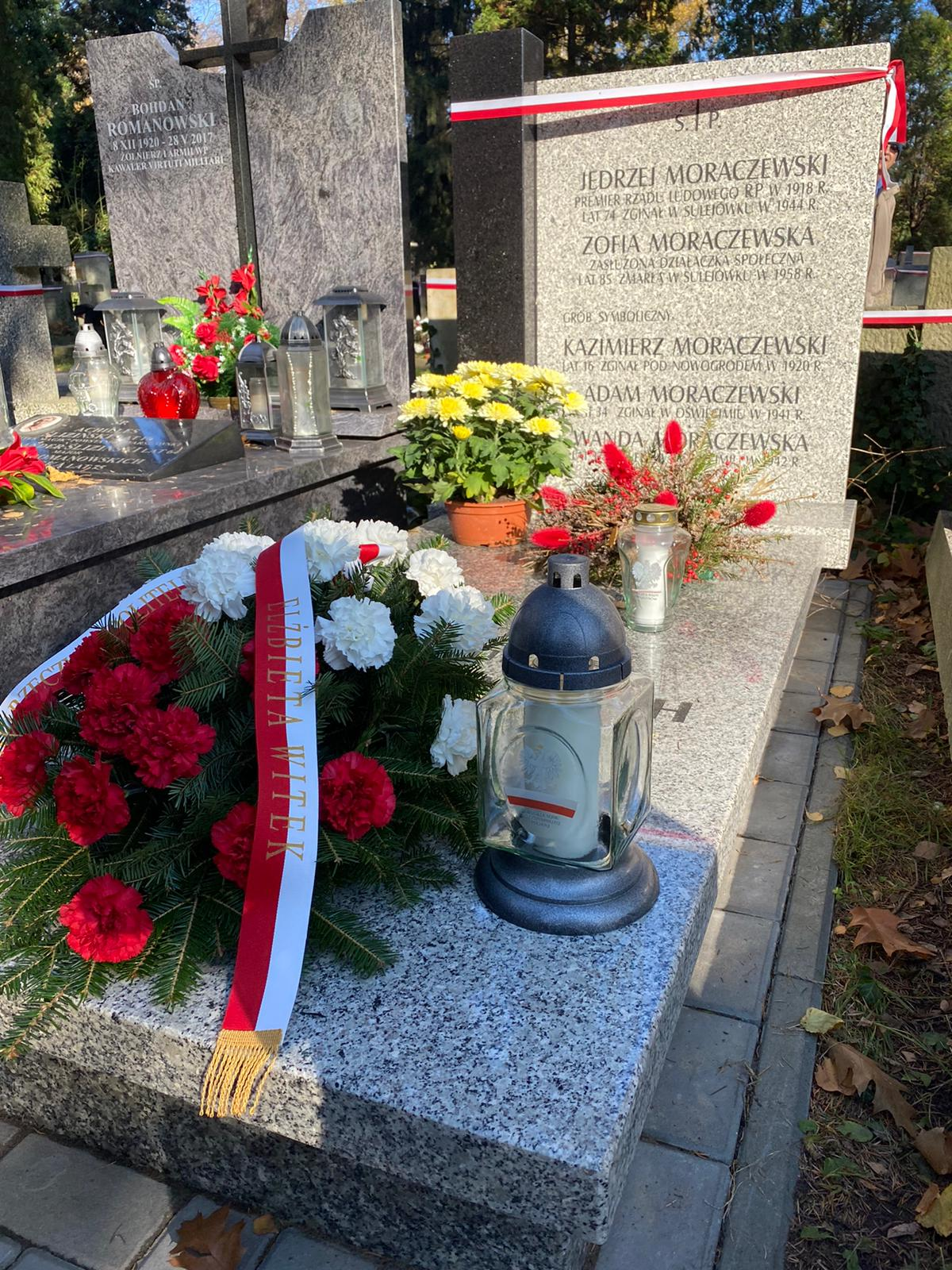
Grób Jędrzeja Moraczewskiego Cmentarz Wojskowy na Powązkach

W czasie II wojny światowej angażował się w prace lokalnej spółdzielni spożywców w Sulejówku. Prowadził także współpracę z konspiracyjnym Związkiem Syndykalistów Polskich. Organizacja ta została założona przez działaczy Związku Związków Zawodowych.
W grudniu 1941, pod pretekstem zachorowań na tyfus żołnierzy niemieckich zakwaterowanych w dworku Moraczewskich „Siedziba” w Sulejówku, rodzina Moraczewskich została z niego wyrzucona. Przenieśli się do tzw. Drewniaka, pierwszego domu Piłsudskich w Milusinie. Tam 5 sierpnia 1944 odłamek pocisku artyleryjskiego przebił ścianę domu i trafił Moraczewskiego w krtań, powodując natychmiastową śmierć polityka. Początkowo był on pochowany na terenie tej posesji. W 1948 r. ciało Moraczewskiego przeniesiono na Cmentarz Wojskowy na Powązkach (kwatera A27-2-22).

## Życie prywatne

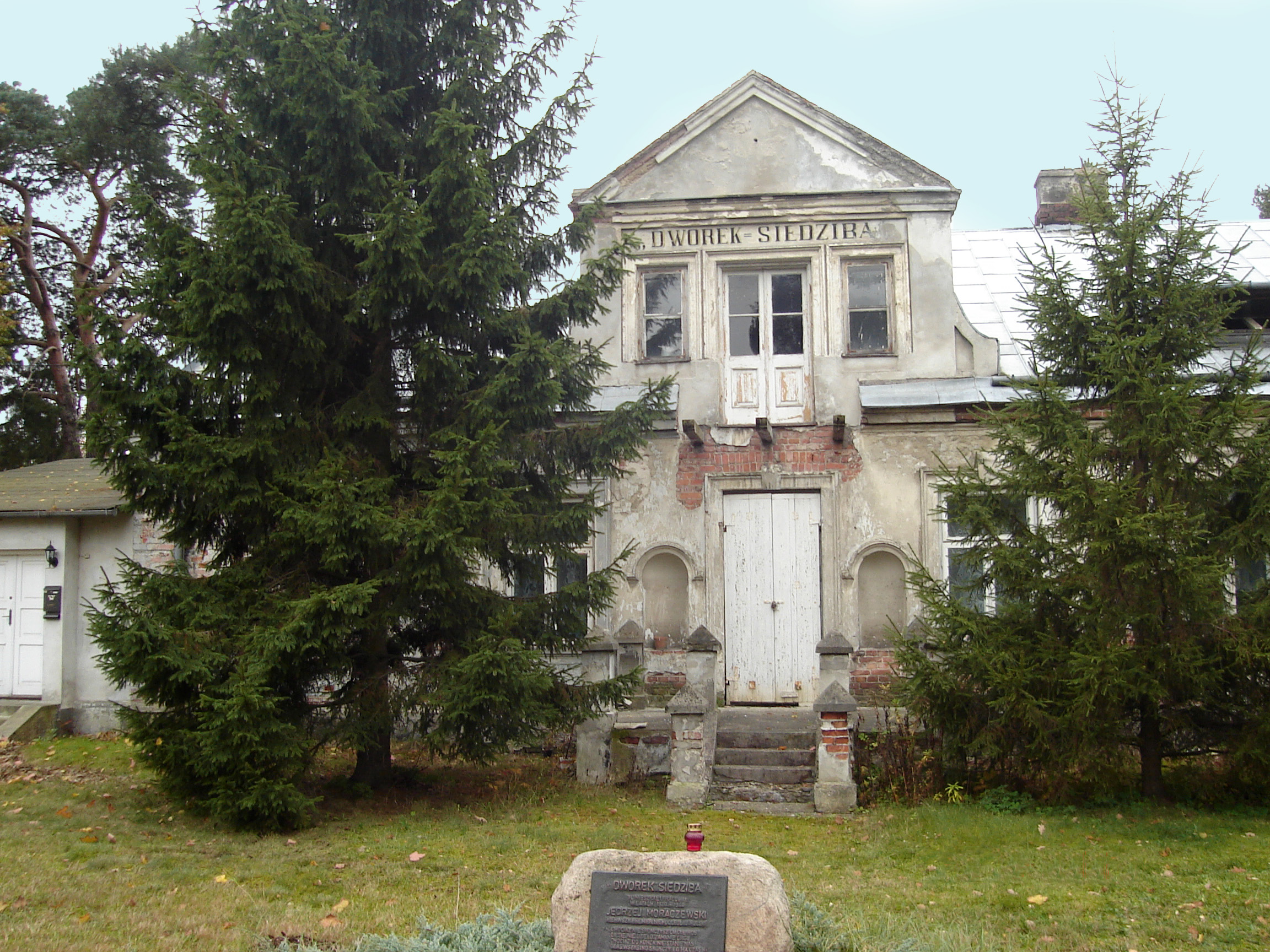
Dworek „Siedziba” w Sulejówku z 1911 r., dawne miejsce zamieszkania małżeństwa Moraczewskich

Żoną Moraczewskiego była Zofia z domu Gostkowska, córka rektora Politechniki Lwowskiej Romana Gostkowskiego, działaczka PPS. Od 1920 r. mieszkali w zbudowanym w 1911 r. dworku „Siedziba” przy ul. 11 Listopada w Sulejówku (Moraczewska mieszkała tam do śmierci w 1958).
Małżeństwo Moraczewskich łączyły bliskie relacje z Naczelnikiem Państwa Józefem Piłsudskim. Willa Milusin w Sulejówku została zakupiona w 1921 r. przez Aleksandrę Piłsudską dzięki informacji, którą otrzymała od Moraczewskiego. Znajdowała się ona w bezpośrednim sąsiedztwie posesji zajmowanej przez Moraczewskich. Zofia Moraczewska przyjaźniła się z Aleksandrą Piłsudską.
Moraczewscy mieli czworo dzieci, z których pierwszy syn, Tadeusz, zmarł w niemowlęctwie, drugi syn, Kazimierz, w wieku 16 lat zginął w 1920 r. w czasie wojny polsko-bolszewickiej w Nowogrodzie pod Łomżą. Trzeci syn, Adam, zginął w 1941 r. w niemieckim nazistowskim obozie koncentracyjnym Auschwitz. Córka Wanda, po aresztowaniu przez Niemców, została najpierw osadzona w więzieniu Pawiak, a następnie została wywieziona do obozu koncentracyjnego Auschwitz, gdzie zmarła w 1942 r. na tyfus.

## Ordery i odznaczenia
- Order Orła Białego – 11 listopada 2018 (pośmiertnie) jako wyraz najwyższego szacunku wobec znamienitych zasług poniesionych dla chwały, dobra i pożytku Rzeczypospolitej Polskiej, z okazji Narodowych Obchodów Setnej Rocznicy Odzyskania Niepodległości Rzeczypospolitej Polskiej[65]
- Krzyż Srebrny Orderu Wojskowego Virtuti Militari nr 7490[13] – 17 maja 1922[66]
- Krzyż Niepodległości – 7 lipca 1931 za pracę w dziele odzyskania niepodległości[67][39]
- Krzyż Walecznych – dwukrotnie za udział w wojnie w 1920[39][40], po raz pierwszy w 1921[41].

## Upamiętnienie
W Sulejówku, jeszcze za życia, nazwiskiem Moraczewskiego nazwano ulicę, przy której mieszkał. Obecnie ulica jego imienia istnieje w innym miejscu w Sulejówku. 
Imię Jędrzeja i Zofii Moraczewskich noszą prywatne szkoły (gimnazjum i szkoły podstawowe) w Sulejówku. 
W 1987 r. Jędrzej Moraczewski otrzymał pośmiertnie tytuł Zasłużonego dla Miasta Sulejówek.

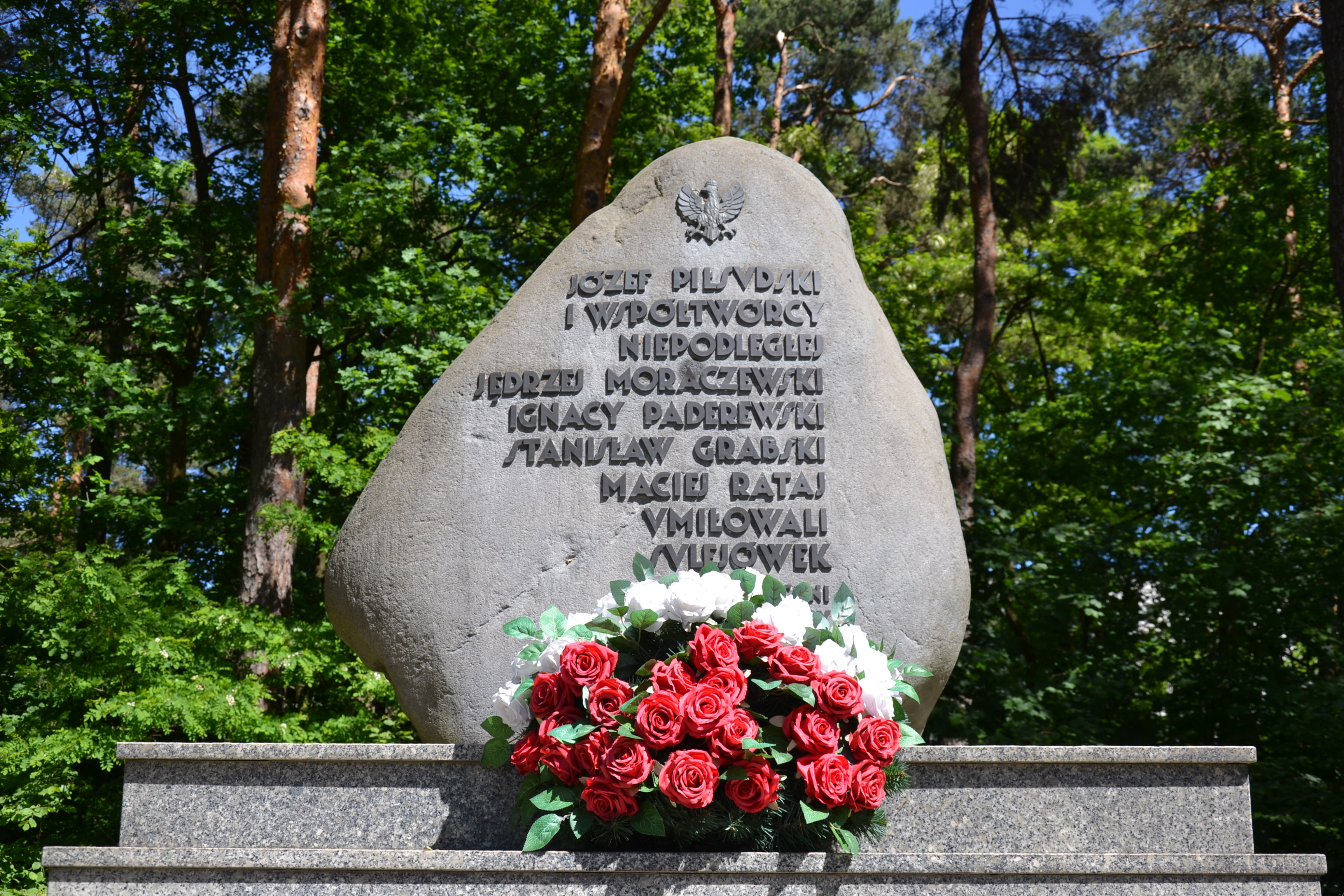
Kopiec Współtwórców Niepodległej

Jego nazwisko jest wymienione na głazie na Kopcu Współtwórców Niepodległej, usypanym przez Towarzystwo Przyjaciół Sulejówka w 1988.  
Przed jego domem w Sulejówku znajduje się pamiątkowa tablica z napisem: Dworek-Siedziba. Tu mieszkał i pracował w latach 1920–44 Jędrzej  Moraczewski, pierwszy premier niepodległej Polski. Chociaż nie skończywszy, ciągle rób, ciebie, nie dzieło, zamknie grób, chociaż do końca nie stanie nas, czas wszystko skończy, bo ma czas. J. Moraczewski. Towarzystwo Przyjaciół Sulejówka 1988. 
W 2018, w stulecie odzyskania niepodległości nazwano imieniem Jędrzeja Moraczewskiego plac w Trzemesznie, nadano mu tytuł Honorowego Obywatela i odsłonięto poświęconą mu tablicę z napisem: Jędrzej Moraczewski, pierwszy premier II Rzeczypospolitej, urodzony w Trzemesznie 13.01.1870 r., w setną rocznicę odzyskania przez Polskę niepodległości, 1918–2018.  